# Cezar Petrescu
Œuvres principales
Fram, ursul polar (Fram, l'ours polaire)
Cezar Petrescu, né le 1er décembre 1892 à Iași (ancienne capitale de la principauté de Moldavie) et mort le 9 mars 1961 à Bucarest, est un journaliste, traducteur, romancier et auteur de livres pour enfant roumain.
Le plus connu de ses ouvrages est Fram, ursul polar (Fram, l'ours polaire), dans lequel un ours blanc, Fram, tire son nom d'un navire utilisé par l'explorateur polaire norvégien Fridtjof Nansen.
En français on peut lire de lui Miss Roumanie  (ISBN 2352701546), chez Non Lieu, 13/03/2013